# Hôtel Talhouët
L’hôtel Talhouët est un hôtel particulier situé dans le 8e arrondissement de Paris. 

## Situation et accès
Il est situé au 1, avenue de Marigny, à l'angle de l'avenue Gabriel, dans le 8e arrondissement de Paris.
Le quartier est desservi par les lignes 1 et 13 à la station Champs-Élysées - Clemenceau.

## Origine du nom
Le nom d'origine de l'hôtel Talhouët est hôtel Dollfus, celui-ci ayant été construit pour l'industriel Mathieu Dollfus.
L’hôtel a été habité jusque dans les années 1970 par des membres de la famille de Talhouët.

## Historique

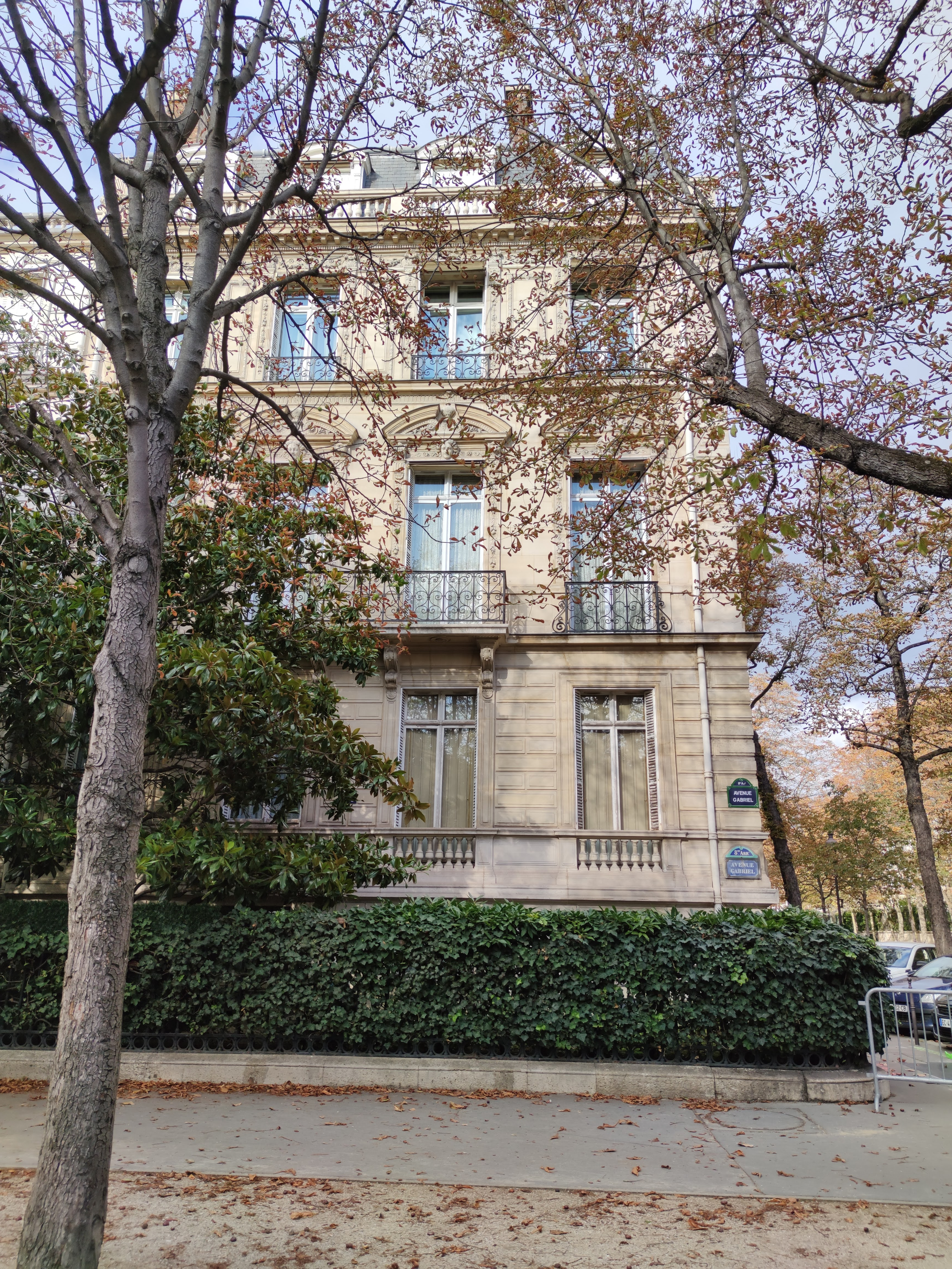
Façade de l’hôtel sur l’avenue Gabriel.

Le bâtiment est construit en 1861 par l'architecte Auguste Pellechet pour l'industriel alsacien dans le textile Mathieu Dollfus de la maison Dollfus-Mieg et Compagnie.
L’industriel y meurt le 12 décembre 1887 à l’âge de 88 ans. Son cercueil est alors exposé dans le salon du premier étage.
En 1954, l’écrivain américain John Steinbeck occupe les lieux pendant quelques mois.
Le bâtiment fait l’objet d’une inscription au titre des monuments historiques depuis le 25 juin 1979. Sont protégés les façades et les toitures, l’entrée et l’escalier avec sa rampe en fer forgé, la salle à manger et les grand et petit salons avec leur décor.